# Безруково
Безру́ково (рос. Безруково) — село у складі Новокузнецького району Кемеровської області, Росія. Входить до складу Центрального сільського поселення.

## Населення
Населення — 1814 осіб (2010; 1879 у 2002).
Національний склад (станом на 2002 рік):
- росіяни — 91 %